# Einheitsgemeinde (Judentum)
Einheitsgemeinde ist eine Bezeichnung für jüdische Religionsgemeinden im deutschsprachigen Raum. Die Bezeichnung geht auf die deutsche Gesetzgebung des 19. Jahrhunderts zurück, das sogenannte Autonomiegesetz von 1847, das den Juden nur eine jüdische Gemeinde pro Ort zugestand und die Juden verpflichtete, ihr anzugehören.
Die Einheitsgemeinde wurde nach der Gesetzesänderung von 1876 freiwillig beibehalten, was in Ortschaften mit zahlenmäßig bedeutender jüdischer Bevölkerung zur Bildung von sogenannten „Austrittsgemeinden“ und zur Stärkung der liberalen Richtung unter dem Dach der örtlichen Einheitsgemeinde führte. Das Modell der Einheitsgemeinde nach deutschem Muster wurde in einigen anderen europäischen Ländern übernommen, so etwa in Schweden und in der Schweiz.
Nach dem Ende des Zweiten Weltkrieges wurden die jüdischen Einheitsgemeinden in Deutschland wiederaufgebaut, wobei sich viele vom Einfluss des Reformjudentums ablösten und  stattdessen an osteuropäischen Vorbildern orientierten. Die Mehrheit der sich heute als „Einheitsgemeinden“ bezeichnenden jüdischen Gemeinden verfügen lediglich über ein Rabbinat und eine Synagoge und folgen der orthodoxen Richtung;  in Berlin gibt es seit Ende des 20., in Frankfurt am Main seit Anfang des 21. Jahrhunderts wieder eine Einheitsgemeinde, die mehrere Strömungen des Judentums vereint.